# Pigment laqué
Cet article court présente un sujet plus développé dans : Pigment.

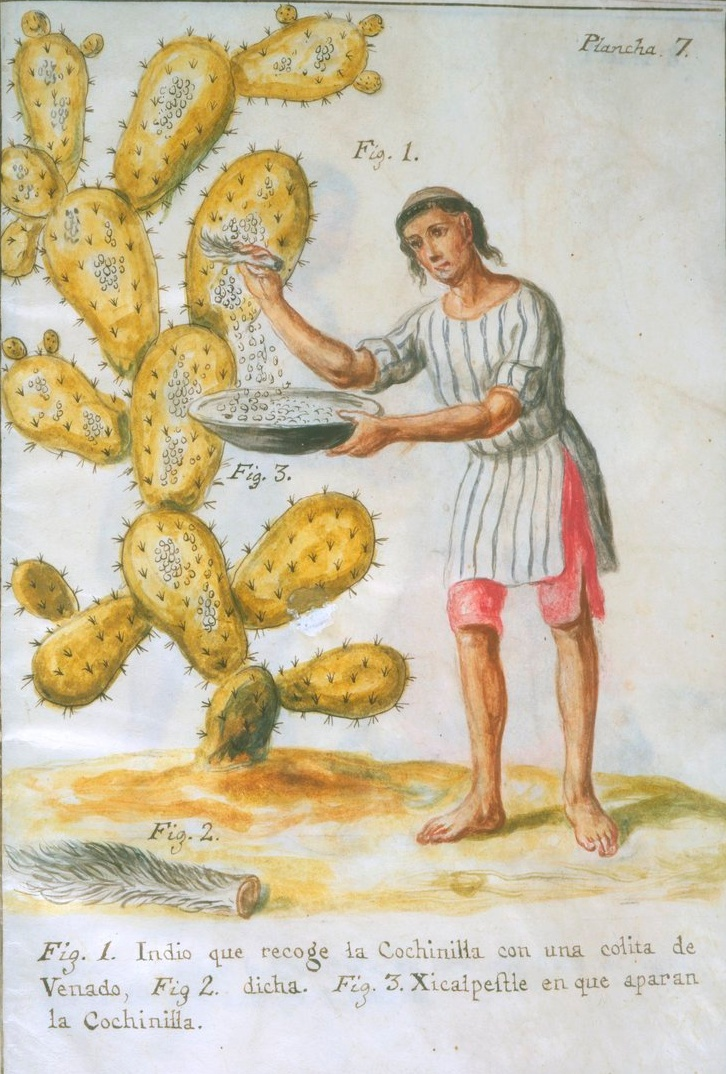
Récolte de la cochenille, d'où provient le pigment laqué carmin.

Un pigment-laque ou pigment laqué est un colorant associé à un support minéral inerte qui le rend insoluble. Ce procédé appelé mordançage est connu depuis l'Antiquité.
Le nom provient de l'italien lacca qui désigne à la fois la gomme-laque et la source du colorant carmin. Les pigments laqués sont les premiers pigments organiques connus ; ils se trouvent dans des peintures de l'Égypte ancienne. À partir du dernier tiers du XIXe siècle, des colorants organiques de synthèse, issus de l'industrie chimique, ont été employés en pigment laqué.
Les pigments laqués souffrent en général de problèmes de solidité à la lumière. En dehors de la peinture artistique, ils servent à la fabrication d'encres d'imprimerie, quand celles-ci ne sont pas destinées à l'exposition à l'extérieur ou qu'on n'exige pas une grande pérennité.
Les pigments laque sont transparents, ce qui les rend aptes, quand ils sont appliqués en épaisseur, à produire une couleur profonde. Employés en peinture à l'huile, leur forte prise d'huile et leur faible siccativité peuvent gêner l'artiste. Ils étaient autrefois réservés aux glacis ou à des emplois particuliers.
On peut citer les laques de garance, d'alizarine, de carmin, de stil de grain, de gaude. Comme pour les pigments minéraux, le procédé de traitement du colorant affecte la nuance produite.